# テックス・リッター
テックス・リッター（Tex Ritter、1905年1月12日 - 1974年1月2日）は、アメリカ合衆国のカントリー歌手、俳優。南部テキサス州出身。インテリ歌手、俳優としても知られた。
俳優のジョン・リッターは息子、ジェイソン・リッターは孫にあたる。
テックス・リッターは、テキサス州マーバウルで生まれた。学業成績優秀でテキサス大学オースティン校に入学。政治学と経済学を学んだ。卒業後は、さらににノースウエスト大学ロースクールで法律を学んだ。やがて、俳優に興味を持ち、ミュージカルでカウボーイ役を演じるなどした後、『ラウンドアップ』に出演した。
その後、カントリー歌手としての吹き込みもおこなった。ジーン・オートリーやジミー・ロジャース、ハンク・ウィリアムズらと同様、初期のカントリー歌手としても記録されている。

## ディスコグラフィ
- シングル
- "I'm Wastin' My Tears on You"	カントリー#1	ポップ#11
- "There's a New Moon Over My Shoulder"	カントリー#2	ポップ#21
- "Jealous Heart"	カントリー#2
- "You Two-Timed Me One Time Too Often"	カントリー#1
- "You Will Have To Pay"	カントリー#1
- "Christmas Carols by the Old Corral"	カントリー#2
- "Long Time Gone"	カントリー#5
- "When You Leave, Don't Slam the Door"	カントリー#3

## フィルモグラフィ
- 必殺の連発銃
- 覆面の男
- 国境の狼
- テキサスの無法者
- 幌馬車襲撃
- テキサスは大騒ぎ